# Linda Cardellini
Linda Edna Cardellini (Redwood City, 25 giugno 1975) è un'attrice statunitense.

## Biografia
Ultima dei quattro figli di Lorraine Hernan, casalinga, e di Wayne David Cardellini, uomo d'affari, ha origini italiane, irlandesi, tedesche e inglesi. Si è diplomata presso la vicina Catholic St Francis High School di Mountain View nel 1993, poi si è trasferita a Los Angeles per cercare ruoli in televisione e film, e per studiare Arti teatrali alla Loyola Marymount University. Partecipa a una puntata del 1994 del game show The Price Is Right (Ok, il prezzo è giusto!), vincendo un camino. Si laurea nel 1997.
Famosa per l'interpretazione dell'infermiera Samantha Taggart, nella serie E.R. - Medici in prima linea, precedentemente aveva lavorato in molte serie tv, tra cui Freaks and Geeks. Debutta sul grande schermo in Strangeland del 1998, nel 2001 appare ne La rivincita delle bionde, e in The Unsaid - Sotto silenzio con Andy García. Interpreta Velma Dinkley in Scooby-Doo e nel successivo Scooby-Doo 2 - Mostri scatenati. Nel 2005 recita nel pluripremiato I segreti di Brokeback Mountain. Nel 2006 recita il ruolo della manager Samantha nel film Cocco di nonna. Nel 2008 recita in Lazarus Project - Un piano misterioso.
Nel 2015 recita nel film Avengers: Age of Ultron, dove interpreta Laura Barton, moglie del supereroe Occhio di Falco. Nello stesso anno partecipa con il ruolo di Meg Rayburn alla serie televisiva statunitense Bloodline, trasmessa dalla piattaforma Netflix, e al film Daddy's Home nei panni di Sara, che riprenderà nel 2017 con Daddy's Home 2. Ha ricevuto una nomination agli Independent Spirit per la sua interpretazione nel film Return. Nel 2018 prende parte alla pluripremiata pellicola Green Book, nel ruolo di Dolores Vallelonga, al fianco di Viggo Mortensen.

## Vita privata
Nell'ottobre 2011, Cardellini e il suo fidanzato Steven Rodriguez hanno annunciato la sua gravidanza. Cardellini ha dato alla luce la figlia a febbraio 2012, Lilah-Rose Rodriguez. Cardellini e Rodriguez si sono sposati nel giugno 2013.

## Filmografia

### Attrice

#### Cinema
- Missione hamburger (Good Burger), regia di Brian Robbins (1997)
- Strangeland, regia di John Pieplow (1998)
- La rivincita delle bionde (Legally Blonde), regia di Robert Luketic (2001)
- The Unsaid - Sotto silenzio (The Unsaid), regia di Tom McLoughlin (2001)
- Scooby-Doo, regia di Raja Gosnell (2002)
- Scooby-Doo 2 - Mostri scatenati (Scooby Doo 2: Monsters unleashed), regia di Raja Gosnell (2004)
- Jiminy Glick in La La Wood (Jiminy Glick in Lalawood), regia di Vadim Jean (2004)
- I segreti di Brokeback Mountain (Brokeback Mountain), regia di Ang Lee (2005)
- American Gun, regia di Aric Avellino (2005)
- Cocco di nonna (Grandma's Boy), regia di Nicholaus Goossen (2006)
- Lazarus Project - Un piano misterioso (The Lazarus Project), regia di John Patrick Glenn (2008)
- Super - Attento crimine!!! (Super), regia di James Gunn (2011)
- Return, regia di Liza Johnson (2011)
- Bulletproof Man (Kill the Irishman), regia di Jonathan Hensleigh (2011)
- Welcome to Me, regia di Shira Piven (2014)
- Avengers: Age of Ultron, regia di Joss Whedon (2015)
- Daddy's Home, regia di Sean Anders e John Morris (2015)
- The Founder, regia di John Lee Hancock (2016)
- Daddy's Home 2, regia di Sean Anders (2017)
- Un piccolo favore (A Simple Favor), regia di Paul Feig (2018)
- Hunter Killer - Caccia negli abissi (Hunter Killer), regia di Donovan Marsh (2018)
- Green Book, regia di Peter Farrelly (2018)
- La Llorona - Le lacrime del male (The Curse of La Llorona), regia di Michael Chaves (2019)
- Avengers: Endgame, regia di Anthony e Joe Russo (2019)
- Capone, regia di Josh Trank (2020)
- Nonnas, regia di Stephen Chbosky (2025)

#### Televisione
- A scuola di horror (Bone Chillers) – serie TV, 10 episodi (1996)
- Una famiglia del terzo tipo (3rd Rock from the Sun) – serie TV, episodio 2x20 (1997)
- Pacific Palisades – serie TV, episodi 1x08-1x12 (1997)
- Ragazze a Beverly Hills (Clueless) – serie TV, episodio 2x05 (1997)
- Una bionda per papà (Step by Step) – serie TV, episodio 7x08 (1997)
- Crescere, che fatica! (Boy Meets World) – serie TV, 4 episodi (1998)
- Guys Like Us – serie TV, 7 episodi (1998-1999)
- Terra promessa (Promised Land) – serie TV, episodio 3x05 (1998)
- Kenan & Kel – serie TV, episodio 3x03 (1998)
- Angels (Dying to Live), regia di Rob Hedden – film TV (1999)
- The Lot – serie TV, 4 episodi (1999)
- Freaks and Geeks – serie TV, 18 episodi (1999-2000)
- The Twilight Zone – serie TV, episodio 1x24 (2003)
- E.R. - Medici in prima linea (ER) – serie TV, 125 episodi (2003-2009)
- Human Giant – serie TV, episodio 1x01 (2007)
- Comanche Moon, regia di Simon Wincer – miniserie TV (2008)
- Cupid – serie TV, episodio 1x07 (2009)
- Person of Interest – serie TV, episodio 1x04 (2011)
- Mad Men – serie TV, 9 episodi (2013-2015)
- New Girl – serie TV, episodi 3x16-3x17-3x18 (2014)
- Bloodline – serie TV, 33 episodi (2015-2017)
- Amiche per la morte - Dead to Me (Dead to Me) – serie TV, 30 episodi (2019-2022)
- Ecco i Muppet (Muppets Now) – serie TV, 6 episodi (2020)
- Hawkeye – miniserie TV (2021)
- No Good Deed – serie TV, 8 episodi (2024)

### Doppiatrice
- Scooby-Doo! Mystery Incorporated – serie TV, 8 episodi (2011-2013)
- Regular Show – serie TV, 24 episodi (2012-2015)
- Gravity Falls – serie TV, 32 episodi (2012-2016)
- Guardiani della Galassia Vol. 3 (Guardians of the Galaxy Vol. 3), regia di James Gunn (2023)

## Doppiatrici italiane
Nelle versioni in italiano delle opere in cui ha recitato, Linda Cardellini è stata doppiata da:
- Federica De Bortoli in Welcome to Me, Daddy's Home, Daddy's Home 2, Nonnas
- Domitilla D'Amico in The Unsaid - Sotto silenzio, Jiminy Glick in La La Wood, American Gun
- Francesca Fiorentini in Cocco di nonna, Person of Interest, The Founder
- Chiara Colizzi in Mad Men, Amiche per la morte - Dead to Me, Ecco i Muppet
- Sabrina Duranti in Avengers: Age of Ultron, Avengers: Endgame, Hawkeye
- Ilaria Stagni in A scuola di horror, Missione hamburger
- Rachele Paolelli in Scooby-Doo, Scooby-Doo 2 - Mostri scatenati
- Daniela Calò in E.R. - Medici in prima linea, No Good Deed
- Barbara De Bortoli in Bloodline, Green Book
- Anna Cesareni in I segreti di Brokeback Mountain
- Rossella Acerbo in Lazarus Project - Un piano misterioso
- Emilia Costa in Bulletproof Man
- Stella Musy in Un piccolo favore
- Guendalina Ward in Hunter Killer - Caccia negli abissi
- Laura Romano in La Llorona - Le lacrime del male
- Tiziana Avarista in Capone
- Alida Milana in Crescere, che fatica!
- Azzurra Antonacci in Angels
- Francesca Manicone in New Girl

Da doppiatrice è sostituita da:
- Guendalina Ward in Scooby-Doo! Mystery Incorporated (st. 1)
- Benedetta Degli Innocenti in Scooby-Doo! Mystery Incorporated (st. 2)
- Elena Liberati in Regular Show (st. 5)
- Rachele Paolelli in Regular Show (st. 6)
- Camilla Gallo in Gravity Falls
- Emanuela Damasio in Guardiani della Galassia Vol. 3